# Typ Karsibór
Der Typ Karsibór ist ein Fährschiffstyp der polnischen Reederei Żegluga Świnoujska. Von dem Typ wurden in den 1970er-Jahren vier Einheiten für den Fährverkehr in Świnoujście gebaut.

## Geschichte
Die Fähren wurden auf der Werft Stocznia Szczecińska in Stettin gebaut. Jeweils zwei Einheiten wurden 1977 und 1978 abgeliefert.
Die Fähren verkehren auf einer etwa 550 Meter langen Fährverbindung über die Swine in Świnoujście. Sie verbinden im Verlauf der Droga krajowa 93 den Osten der Insel Usedom mit der Insel Wolin. Die Fährpassage dauert circa zehn Minuten.  Die Fähren verkehren etwa von 4:30 Uhr bis Mitternacht, dienstags, donnerstags und samstags rund um die Uhr.

## Beschreibung
Die Fähren werden dieselmechanisch angetrieben. Infolge von Umbauten und Modernisierungen unterscheiden sich die Antriebskonfigurationen der Fähren in Bezug auf die verbauten Motoren wie auch deren Anzahl und Leistung. Zwei der Fähren werden von zwei Dieselmotoren, die anderen beiden von vier Dieselmotoren angetrieben. Die Antriebsleistungen belaufen sich auf circa 1600 bis knapp 1800 kW. Die Motoren wirken über Untersetzungsgetriebe auf jeweils einen Verstellpropeller an den beiden Enden der Fähren.
Für die Stromerzeugung stehen zwei von Dieselmotoren angetriebene Generatoren zur Verfügung. Auch hier unterscheiden sich die verwendeten Motoren und Leistungen.
Die Fähren verfügen über ein durchlaufendes Fahrzeugdeck mit fünf Fahrspuren. Das Fahrzeugdeck ist über herunterklappbare Rampen an beiden Enden zugänglich. Auf dem Hauptdeck befinden sich auf einer Seite Aufenthaltsräume für die Passagiere sowie darüber ein offener Decksbereich. Das Fahrzeugdeck ist in der Mitte von der Brücke überbaut.
Der Rumpf der Fähren ist eisverstärkt.

## Schiffe
| Typ Karsibór | Typ Karsibór | Typ Karsibór | Typ Karsibór |
| Bauname      | Baunummer    | IMO-Nummer   | Ablieferung  |
| ------------ | ------------ | ------------ | ------------ |
| Karsibór I   | B-491/1      | 7606750      | 1977         |
| Karsibór II  | B-491/2      | 7606762      | 1977         |
| Karsibór III | B-491/3      | 7606774      | 1978         |
| Karsibór IV  | B-491/4      | 7606786      | 1978         |

Die Schiffe fahren unter der Flagge Polens. Heimathafen ist Świnoujście.